# Григор'єв Фома Никифорович
Фома Никифорович Григор'єв (1919, село Терехіно — 2008, Харків) — капітан Радянської Армії, учасник німецько-радянської війни, Герой Радянського Союзу (1945).

## Біографія
Фома Григор'єв народився 20 березня 1919 року в селі Терехіно (зараз — Топкинський район Кемеровської області) в селянській родині. Закінчив сім класів та школу фабрично-заводського учнівства, працював токарем механічного цеху Кузнецького металургійного комбінату. З 1935 року працював у селищі Мундибаш Таштагольского району, був слюсарем, секретарем комітету комсомолу збагачувальної фабрики, потім працював завідувачем відділу пропаганди Кузедеєвського райкому комсомолу.
У лютому 1940 року Григор'єв був призваний на службу в Робітничо-селянську Червону Армію, служив командиром гармати в 50-й стрілецькій дивізії Білоруського військового округу. У травні 1941 року він закінчив військово-політичні курси молодших лейтенантів. З червня 1941 року — на фронтах Великої Вітчизняної війни. Брав участь у боях на Західному, Воронезькому та 1-му Українському фронтах. В боях два рази був поранений. Брав участь у боях в Білоруській РСР, Смоленській битві, Житомирсько-Бердичівській, Проскурівсько-Чернівецькій, Львівсько-Сандомирській, Вісло-Одерській, Берлінській операціях. До січня 1945 року гвардії старший лейтенант Фома Григор'єв командував батареєю 235-го гвардійського винищувального протитанкового артилерійського полку 10-ї гвардійської винищувально-протитанкової артилерійської бригади 1-го Українського фронту. Відзначився під час визволення Польщі.
В ніч з 22 на 23 січня 1945 року батарея Григор'єва в бою біля населеного пункту Хютшендорф (нині — Озімек) знищила близько роти піхоти та два станкових кулемета. В ніч з 23 на 24 січня батарея переправилася через Одер, зайняла вогневі позиції в районі населеного пункту Эйхенрид (Гольчовіце) та відбила дві німецькі контратаки, знищивши 4 станкових кулемета і самохідну артилерійську установку.
Указом Президії Верховної Ради СРСР від 10 квітня 1945 року «за зразкове виконання бойових завдань командування на фронті боротьби з німецькими загарбниками і проявлені при цьому мужність і героїзм» гвардії старший лейтенант Фома Григор'єв був удостоєний високого звання Героя Радянського Союзу з врученням ордена Леніна за номером 55046 і медалі «Золота Зірка» за номером 8741.
Після закінчення війни Григор'єв служив у Центральній групі військ. У 1948 році в званні капітана він був звільнений у запас. У 1950 році закінчив Харківську партійну школу, у 1953 році — педагогічний інститут. Перебував на партійній роботі в Кременчузі та Харкові. У 1955—1957 роках працював головою колгоспу, з 1957 року працював у ВНДІ Електромаш. Помер 25 листопада 2008 року, похований на Харківському кладовищі № 2.

Меморіальна дошка Фомі Григор'єву

На честь Фоми Григор'єва у Харкові встановлена меморіальна дошка, за адресою проспект Героїв Харкова, 102/112.

## Нагороди
- бойовий Орден Вітчизняної війни I ступеня
- ювілейний Орден Вітчизняної війни I ступеня (1985)
- орден Вітчизняної війни II ступеня
- Орден Червоної Зірки
- медалі